# Ligne de la Haute-Valteline
La ligne de la Haute-Valteline ou ligne de Sondrio à Tirano est une ligne de chemin de fer italien longue d'environ 26 km et électrifiée, située dans la Haute-Valteline (province de Sondrio). Elle est à voie unique et à écartement standard.